# 進士五十八
進士五十八（しんじ いそや、1944年 - ）は、日本の造園学者、農学者、福井県立大学学長、元東京農業大学学長、地域環境科学部造園科学科名誉教授。公園デザイナー。 農学博士。専門は、造園学・環境計画学・景観政策学。

## 人物
これまでに日本都市計画学会長、日本造園学会長や政府観光政策審議会・都市計画中央審議会・道路審議会・河川審議会、内的観光政策審議会などの専門委員、環境庁、国土庁、運輸省などのアメニティ政策・環境計画等委員会、建設省の各市政策・公開等研究会、埼玉県環境影響評価技術審議会、神奈川県などの文化懇話会、横浜・川崎市などのアメニティ・タウン計画策定委員会、世田谷区の都市美委員会、東京都都市美対策委員会、神奈川県、埼玉県の環境政策委員会、埼玉県・藤沢市・足立区・新宿区などの緑化ならびに景観の審議会、品川区都市計画審議会、大和市建築審査会などの委員、日本レクリエーション学会理事、日本環境教育学会、自治体学会の運営委員、環境庁アメニティ自治体、建設省都市公園コンクール審査員などに就任し、千葉大学、東京芸術大学大学院、女子美術大学非常勤講師などをつとめ、現在は環境省自然再生専門家会議委員、新宿区景観審議会会長、名古屋市緑のまちづくり審議会会長、川崎市環境審議会会長、NPO法人美し国づくり協会理事長、日本園芸福祉普及協会長などで活躍している。
関わった計画構想等には倉敷市橋の公園基本計画・設計、三島市・菰池公園基本設計、東京景観宣言原案作成、三鷹市水と緑の回廊計画指導、足助川周辺ネットワーク構想、横浜市パークシステム構想、源兵衛川環境整備、板橋区立薬師の泉庭園復元計画などがある。
1986年 東京農業大学より農学博士。論文の題は「日本庭園の特質に関する研究」。
1984年第5回田村賞、1989年日本造園学会賞を受賞。2007年 紫綬褒章受章。2007年第29回日本公園緑地協会北村賞受賞。2015年第9回みどりの学術賞受賞2025年、瑞宝中綬章受章。

## 略歴
- 1944年 京都市に生まれ、小学校時代は福井県で、後に東京・深川で育つ。
- 1969年 東京農業大学農学部造園学科卒業
- 1987年 東京農業大学教授
- 1995年 東京農業大学農学部長
- 1998年 東京農業大学地域環境科学部長
- 1999年 - 2005年 東京農業大学学長
- 2010年 東京農業大学定年退職。
- 2016年 - 福井県立大学学長

## 著書
自著
- グリーン・エコライフ （小学館）
- 風景デザイン （学芸出版社）
- アメニティ・デザインーほんとうの環境づくり （学芸出版社）
- 緑のまちづくり学 （学芸出版社）
- ルーラル・ランドスケープの思想 （学芸出版社）
- 緑からの発想-郷土設計論（環境緑化新聞社）
- 日本庭園の特質-様式・空間・景観（東京農大出版会）
- 日本の庭園 （中公新書）
- 日比谷公園 100年の矜持に学ぶ （鹿島出版会）

など。
編著
- 環境市民とまちづくり（ぎょうせい出版）
- 自然環境復元の技術 （朝倉書店）
- 植栽デザイン （誠文堂新光社）
- 石の造園デザイン （誠文堂新光社）
- 水の進取デザイン（誠文堂新光社）
- 土の造園デザイン（誠文堂新光社）
- ランドスケープ・ウォッチング（東京農大出版会）
- 景観行政のすすめ （日本都市センター）

など。
共著
- 新作庭記（マルモ出版）
- 都市になぜ農地が必要か（実教出版）
- ランドスケープを創る人たち（プロセスアーキテクチュア）
- 造園を読む（彰国社）
- 新風景を求めて（ぎょうせい出版中国支社）
- 環境を創造する （日本放送出版協会）
- アメニティを考える （未來社）
- 緑の東京史 （思考社）
- 造園用語辞典（彰国社）
- 造園修景大辞典 （同朋舎出版）
- 造園ハンドブック （技報堂出版）
- 文化行政 （学措書房）
- 歴史的町並み事典 （柏書房）
- 都市デザイン-理論と方法 （学芸出版社）

など。